# Lola Kite
Lola Kite is een Nederlandse band. De muziek wordt geschaard onder alternatieve, psychedelische pop.
De driemansformatie bestaat uit de Amsterdammers Keez Groenteman en Jasper Verhulst, en de Zeeuw Bram Vervaet. De bandleden speelden eerder al in bands als Bettie Serveert, Bluem en Moss. De band, die oorspronkelijk begon met vier bandleden, trad in 2009 voor het eerst op. De band heeft inmiddels onder andere opgetreden op Noorderslag en Into the Great Wide Open, was in 2009 al "Hollandse Nieuwe" bij 3voor12 en werd in 2010 "Serious Talent" op 3FM. De bandnaam is een verbastering van "Cola Light".
Het debuutalbum Lights verscheen op 14 januari 2011 bij Excelsior Recordings. De productie van dit album lag in handen van Juno Jimmink. Kink FM beschrijft de nummers als vrolijk meefluitbare kermispop.

## Bezetting
De band bestaat uit:
- Bram Vervaet (gitaar, toetsen, koortjes)
- Jacco Gardner (toetsen, percussie, Ekdahl, koortjes)
- Keez Groenteman (zang, toetsen, samples, gitaar, percussie)
- Jasper Verhulst (basgitaar, percussie, koortjes, sitar, drumpad)

## Discografie

### Albums
| Album met eventuele hitnotering(en) in de Nederlandse Album Top 100 | Datum van verschijnen | Datum van binnenkomst | Hoogste positie | Aantal weken | Opmerkingen |
| ------------------------------------------------------------------- | --------------------- | --------------------- | --------------- | ------------ | ----------- |
| Lights                                                              | 2011                  | 29-01-2011            | 74              | 2            |             |
| I Start To Believe You                                              | 2012                  | 05-03-2012            | -               | -            |             |

### Singles
| Single met eventuele hitnotering(en) in de Nederlandse Top 40 | Datum van verschijnen | Datum van binnenkomst | Hoogste positie | Aantal weken | Opmerkingen              |
| ------------------------------------------------------------- | --------------------- | --------------------- | --------------- | ------------ | ------------------------ |
| Different story                                               | 28-06-2010            | -                     |                 |              |                          |
| Everything's better                                           | 24-01-2011            | -                     |                 |              | #92 in de Single Top 100 |